# 날트렉손
날트렉손(Naltrexone)은 오피오이드 의존증과 더불어 알코올 의존증 치료에 쓰이는 CNS(중추 신경계) 해독제이다.

## 적응증
- 알코올 의존성 치료 요법
- 외인성 아편류의 효과 차단

## 작용 기전
날트렉손은 오피오이드 길항제로, 모르핀과 유사한 화학구조를 가지고 있다. 이들 약품은 모르핀이 유발하는 호흡억제, 진정작용, 혈압저하작용 등을 쉽게 억제하기 때문에, 마약성 진통제에 의한 급성 중독 치료제로 사용된다. 날트렉손은 모르핀 이외의 약품, 알코올 의존증에도 유효하게 사용된다. 날트렉손은 마약에 대한 신체적 의존성이 생기고 있는 환자나 실험동물에 이것들을 투여하면 심한 금단 증상이 생기기 때문에 마약성 진통제에 대한 신체의존성 여부 진단에 사용한다.